# 唐福祥
唐福祥（英語：Tong Fuk Cheong，1893年—1953年），香港男子足球運動員，司職中場指揮官，在1913年第一屆遠東運動會足球賽上，成為中國首個國際賽入球球員，由1915年第二屆遠東運動會開始，連任三屆足球隊隊長，有「遠東球王」美譽。退役後，曾執教於廣州嶺南大學，並曾於第九屆及第十屆遠東運動會擔任中華民國教練。

## 生平
唐福祥1893年生於香港，中學最初就讀皇仁書院，之後因辛亥革命爆發一度輟學，後轉讀聖若瑟書院，稱霸學界足球賽。
他於由聖若瑟書院舊生創辦的聖約瑟展開球員生涯，其後轉投南華。南華因經費不足停辦後，曾重返母會聖約瑟，其後參與組織琳瑯幻境社足球隊。
1913年代表中華民國參加第一屆遠東運動會，雖然他射入一球，成為中國足球在國際賽的第一個入球，但作客馬尼拉仍以1比2不敵菲律賓，只能屈居亞軍。
唐福祥其後於第二至第四屆遠東運動會，均以隊長身份帶領中華民國參賽，連奪三屆冠軍，贏得「遠東球王」美譽。
1921年遠赴美國留學，中華民國隊長之位由梁玉棠接任。唐福祥在美國組織華僑學生足球隊，被選為隊長。回國後，擔任廣州嶺南大學體育系主任，執教嶺南大學贏得廣州足球聯賽冠軍。
直至1930年，唐福祥出任全國足球選拔委員會委員，於第九屆及第十屆遠東運動會擔任中華民國教練，完成九連冠。
抗日戰爭爆發後，他奉命留守廣州嶺南大學，他利用校舍作為難民收容所，收容因戰亂喪失家園的難民，並且向難民宣持基督教福音。

## 相關文獻
- 香港足球總會百周年球星選舉紀念特刊
- 《簡明香港足球史》，三聯書店，賴文輝著，2018，ISBN=978-962-04430-8-4

## 外部連結
- 香港中華業餘體育協會（页面存档备份，存于）